# Чапман (Пенсилванија)
Чапман (енгл. Chapman) град је у америчкој савезној држави Пенсилванија.

## Демографија
По попису из 2010. године број становника је 199, што је 35 (-15,0%) становника мање него 2000. године.
| Група             | 2000.       | 2010.       |
| Белци             | 231 (98,7%) | 193 (97,0%) |
| Афроамериканци    | 1 (0,4%)    | 1 (0,5%)    |
| Азијати           | 0 (0,0%)    | 0 (0,0%)    |
| Хиспаноамериканци | 1 (0,4%)    | 3 (1,5%)    |
| Укупно            | 234         | 199         |